# 병현
병현(丙顯, ? ~ ?)은 전한 후기의 관료로, 자는 옹맹(翁孟)이며, 노국 사람이다. 승상 병길의 아들이자, 수형도위 병우·중루교위(中壘校尉) 병고(丙高)의 형이다.

## 행적
병길의 뒤를 이어 박양후(博陽侯)에 봉해졌으나 감로 연간에 말을 타고 종묘에 드나든 죄로 관내후로 강등되었다. 이후 태복·건장위위(建章衛尉)를 역임하였다.
영광 원년(기원전 43년), 다시 태복에 임명되었다. 재임 중 속관들을 부려 부정한 이득을 취하였는데, 숨긴 것이 천여만 전에 이르렀다. 사례교위 창(昌)이 이를 탄핵하여 잡아들일 것을 상주하였으나, 원제는 병길이 생전에 세운 공적을 생각하여 죽이지 않는 대신 관직을 빼앗고 식읍 4백 호를 몰수하였다.
이후 다시 조정의 부름을 받아 성문교위(城門校尉)를 지내던 중 죽었고, 관내후는 아들 병창이 이었다.

## 일화
젊어서 제조(諸曹)였을 때, 병길을 따라 고제의 종묘에 제사를 지낸 적이 있었다. 이때 병현은 게으름을 피워 저녁이 되어서야 옷을 차려입고 나왔는데, 병길은 크게 노하여 아내에게 말하였다.
| “ | 지엄한 종묘에서 경거망동하다니, 우리 집안의 작위를 끊을 놈은 필시 병현일 것이오. | ” |

과현 병길의 말대로 병현은 부정을 저질러 작위를 잃었다.

## 출전
- 반고, 《한서》
  - 권18 외척은택후표
  - 권19하 백관공경표 下
  - 권74 위상병길전